# ペリー・ベイカー
ペリー・ベイカー（Perry Baker、1986年6月29日 - ）は、アメリカ合衆国のラグビー選手。

## プロフィール
- アメリカ・フロリダ州ニュー・スムナー・ビーチ出身[1]。
- ポジションはウィング(WTB)。
- 身長 185cm、体重 82kg

## 略歴
2016年、リオ五輪の7人制アメリカ代表に選ばれた。
そして2021年、東京五輪の7人制アメリカ代表に選ばれた。
さらに2024年、パリ2024五輪の7人制アメリカ代表に選ばれた。

## 受賞歴
- ワールドラグビー最優秀男子セブンズ選手賞:2017年・2018年[5]